# Sidy Cissoko
Sidy Cissoko (Saint-Maurice, 2 de abril de 2004) es un jugador de baloncesto francés que pertenece a la plantilla de los Portland Trail Blazers de la NBA, con un contrato dual que le permite jugar además en los Rip City Remix de la G League. Con 1,98 metros de altura, ocupa la posición de alero.

## Trayectoria

### Inicios
Formado en las categorías inferiores de Kirolbet Baskonia.
En la temporada 2020-21, con apenas 16 años, formaría parte de la plantilla del Fundación 5-11 de Liga EBA, con el que promedió más 17 puntos y 4 rebotes por encuentro.
En la temporada 2021-22, es cedido al Juaristi ISB de Liga LEB Oro. Todavía en edad júnior, Cissoko promedia 10,8 puntos y sería el sexto jugador que más faltas recibió (4,6) de toda la competición.

### Profesional
El 26 de septiembre de 2021, hace su debut en Liga Endesa con el primer equipo del Kirolbet Baskonia, participando durante 28 segundos en el encuentro frente al Club Joventut de Badalona que acabaría con derrota por 72 a 61.
El 29 de junio de 2022, firma por el NBA G League Ignite de NBA G League.
Fue elegido en puesto 44 del draft de 2023 por San Antonio Spurs y firmando, el 27 de julio, un contrato por tres temporadas con los Spurs. Debutó en la NBA el 20 de noviembre de 2023, disputando 4 minutos ante Los Angeles Lakers.
El 2 de febrero de 2025 es traspasado a Sacramento Kings en un acuerdo entre tres equipos. Pero tres días después es traspasado a Washington Wizards a cambio de Jonas Valančiūnas, siendo despedido al día siguiente. El 8 de febrero firmó un contrato dual con los Portland Trail Blazers.

### Selección nacional
Ha sido internacional en las categorías inferiores de la selección de Francia.

## Estadísticas de su carrera en la NBA

### Temporada regular
| Año     | Equipo      | PJ | PT | MPP  | %TC  | %3P  | %TL  | RPP | APP | ROB | TPP | PPP |
| ------- | ----------- | -- | -- | ---- | ---- | ---- | ---- | --- | --- | --- | --- | --- |
| 2023-24 | San Antonio | 12 | 0  | 11.7 | .485 | .083 | .800 | 1.8 | .8  | .6  | .3  | 3.8 |
| 2024-25 | San Antonio | 17 | 0  | 3.2  | .500 | .429 | .167 | .6  | .4  | .1  | .0  | 1.3 |
| 2024-25 | Portland    | 5  | 0  | 12.0 | .333 | .000 | .667 | 2.2 | 1.8 | .2  | .2  | 2.0 |
| Total   | Total       | 34 | 0  | 7.5  | .460 | .160 | .625 | 1.3 | .7  | .3  | .1  | 2.3 |